# ハリー・ブロース
ハリー・ブロース（Henricus Adrianus ("Harry") Broos、1898年5月25日 - 1954年7月16日）は、オランダの陸上競技選手。1924年パリ、1928年アムステルダムオリンピックと2大会連続してオリンピックに出場し、1924年パリオリンピックでは銅メダルを獲得した選手である。北ブラバント州ローゼンダール出身。

## 経歴
1924年パリオリンピックでは、ヤン・デ・フリース、ヤープ・ブート、リヌス・ファンデンベルゲとともに4×100mリレーに出場。この種目の世界記録はアメリカが1920年アントワープオリンピックの時に出した42秒2であった。予選1組でイギリスが42秒0の世界新記録を樹立し、予選3組に出場したオランダも42秒0の世界タイ記録を樹立。しかしその直後の予選6組でアメリカが41秒2の世界新記録を出し、オランダの世界記録は1日足らずで破られた。決勝では、予選で世界記録を出したアメリカ、イギリスの金銀に次いで、ブロースのいたオランダは銅メダルを獲得した。この大会ではこのほか100mと200mにも出場しているが、ともに二次予選で敗退している。
母国で開催された1928年アムステルダムオリンピックでは4×400mリレーに出場。前回も4×100mリレーでメンバーを組んだファンデンベルゲと、アンドリース・ホーゲルヴェルフ、アジェ・パウレとともに挑んだが、予選で敗退している。また、このほか200mと400mに出場し、200mは二次予選、400mは準決勝で敗退している。
ブロースは、万能型のスプリンターとして活躍。オランダの国内タイトルでは100mを5回、200mと400mを3回ずつ制覇している。また、走幅跳も1回制覇している。また、陸上以外にもサッカーの選手としても活躍。1922年から1925年にかけて、PSVのサッカークラブに所属し、選手として出場している。
現役引退後は、PSVのサッカークラブの経理担当の幹部としてその任務に当たった。